# فانز للطائرات
شركة فانز للطائرات (Van's Aircraft, Inc.) هي شركة أمريكية لتصنيع أطقم تجميعات الطائرات، أسسها ريتشارد «فان» فانغرونسفين في عام 1973.
سلسلة الطائرات آر في (RV) من فان، من آر في-3 ذات المقعد الفردي إلى أحدث آر في-14، كلها مصنوعة من الألومنيوم، وهي طائرات أحادية السطح منخفضة الجناح ذات هيكل أحادي. لقد حققت سلسلة الطائرات آر في نجاحًا كبيرًا، واعتبارًا من نوفمبر 2019، تم الانتهاء من حوالي 10600 مجموعة آر في وطيرانها، وهناك آلاف أخرى قيد الإنشاء. يبلغ متوسط معدلات الإنجاز حاليًا حوالي 1.5 في اليوم، مما يجعل هذه السلسلة هي الأكثر عددًا من بين جميع الطائرات المنزلية. إنها تتميز بأدوات تحكم سريعة الاستجابة بالإضافة إلى السرعة الجيدة والاقتصاد في استهلاك الوقود. في عام 2013، أعلنت الشركة أنها ستبدأ في بيع طائرات طراز (RV-12) المُجمَّعة أيضًا على أساس محدود.
في ديسمبر 2017، ذكرت الشركة أن طائرتها رقم 10000 قد حلقت، وهي آر في-7 التي بنيت في مرتينسبورغ، فيرجينيا الغربية.
يقع مصنع فانز للطائرات في مطار ولاية أورورا، أوريغون.

## الوضع التنظيمي
تعتبر RVs طائرات تجريبية مصممة للهواة (EAB) من قبل إدارة الطيران الفيدرالية في الولايات المتحدة ويتم قبولها ضمن الفئة المقابلة من قبل سلطات الطيران في العديد من البلدان الأخرى، بما في ذلك المملكة المتحدة وكندا ونيوزيلندا وأستراليا. تم بيع نسخة معدلة من RV-6 إلى الحكومة النيجيرية كمدرب عسكري مجمع.
تتوفر RV-12iS كطائرة تجريبية رياضية خفيفة (ELSA) أو طائرة رياضية خفيفة خاصة (SLSA)، والتي تسمح بالاستخدام التجاري لأغراض مثل التأجير والتدريب على الطيران.

## سلسلة طائرات آر في

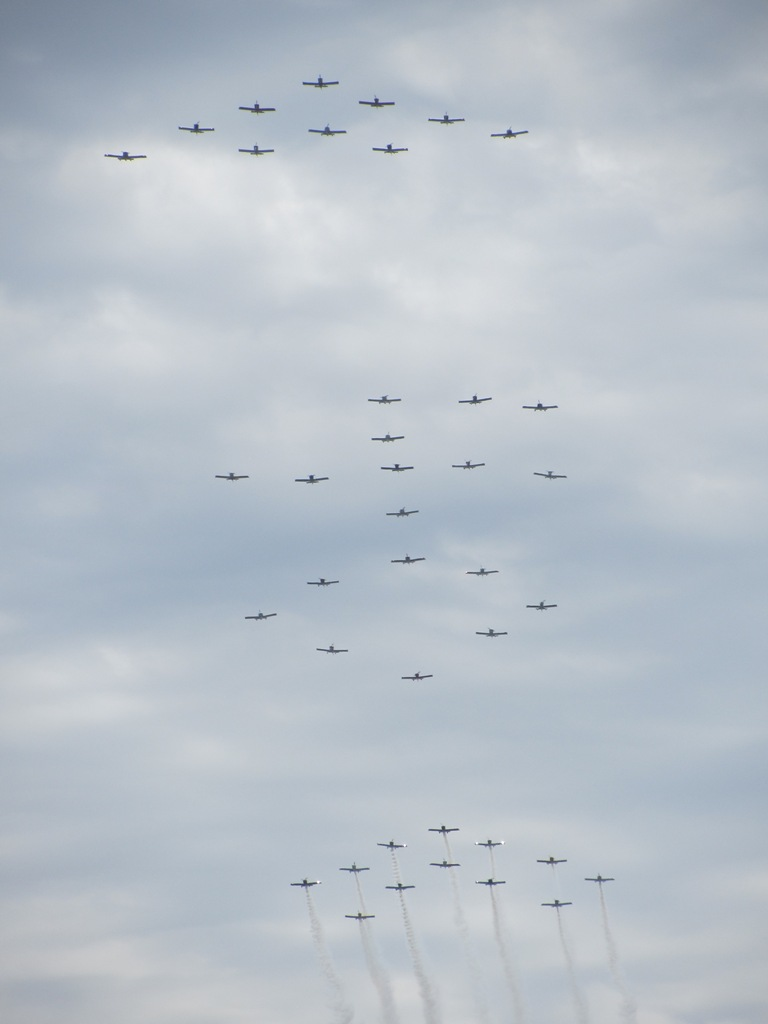
رحلة تشكيل 40 طائرة فان

- RV-1: مثال واحد على Stits SA-3 Playboy معدل تم بناؤه بواسطة فان غرونسفين في عام 1965 وتم تعديله بـ 125 حصان (93 كـو) محرك لايكومينغ وذيل أكبر وقلنسوة معدلة وجسم طائرة معدل وجناح معدني مخصص[7]
- RV-2: نموذج أولي لطائرة شراعية خشبية طائرة شراعية لم يكتمل أبدًا[8]
- RV-3: طائرة ذات مقعد واحد، أكروباتية، ظهرت لأول مرة في عام 1972؛ تصميم التكوين لبقية سلسلة RV[8][9]
- RV-4: طائرة بمقعدين، مقاعد ترادفية، أكروبات، مظلة فقاعية[8][10]
- RV-5: مثال واحد لطائرة معدنية صغيرة ذات مقعد واحد تم نقلها في الأصل بمحرك نصف فولكس فاجن ثم بمحرك روتاكس 447 ثنائي الأشواط[8]
- RV-6: طائرة بمقعدين، متجاورة، هوائية؛ النموذج الأكثر بناءًا من سلسلة RV ومن المحتمل أن يكون أكثر الطائرات التي تم إنتاجها شيوعًا على الإطلاق [8][11]
- RV-7: طقم حديث مشابه لـ RV-6، مع جناحيها الأطول ودفة أكبر، هوائية؛ استبدال طراز RV-6[8][12]
- RV-8: مقاعد ترادفية بمقعدين، وطائرة طيران، مع قمرة قيادة أكبر وحجم إجمالي أكبر من RV-4[8][13]
- RV-9: مقعدان، طائرة جنبًا إلى جنب؛ غير هوائية، مع جناح أكبر وخصائص معالجة أكثر مرونة من غيرها في خط RV[8][14]
- RV-10: أكبر أسطول RV بأربعة مقاعد، غير هوائي، دراجة ثلاثية العجلات فقط[8][15]
- RV-11: طائرة شراعية بمقعد واحد؛ قيد التطوير حتى ج.2012[16]
- RV-12 : طائرة رياضية خفيفة متجاورة بمقعدين، [17] تم تحديثها إلى متغير RV-12iS في عام 2017[18]
- RV-13: التعيين غير مستخدم[19]
- RV-14: الطائرات البهلوانية ذات المقعدين جنبًا إلى جنب، تعتبر مماثلة للطائرة RV-7 في التصميم ولكنها أكبر وأكثر اتساعًا[20][21]
- RV-15: طائرات مستقبلية عالية الجناح قادرة على الوصول إلى مناطق خلفية[22][23]

## صالة عرض

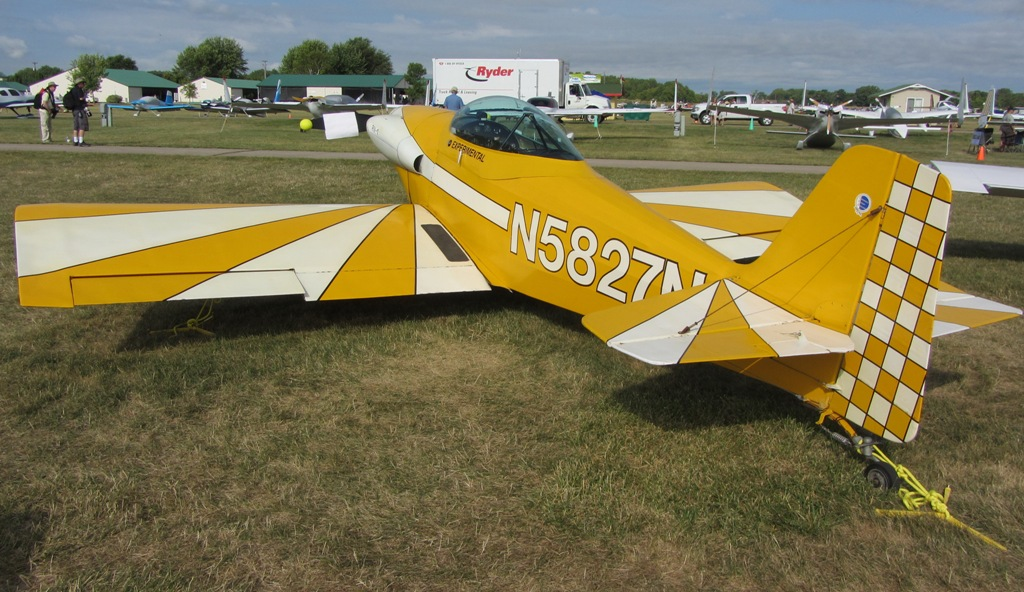
RV-1
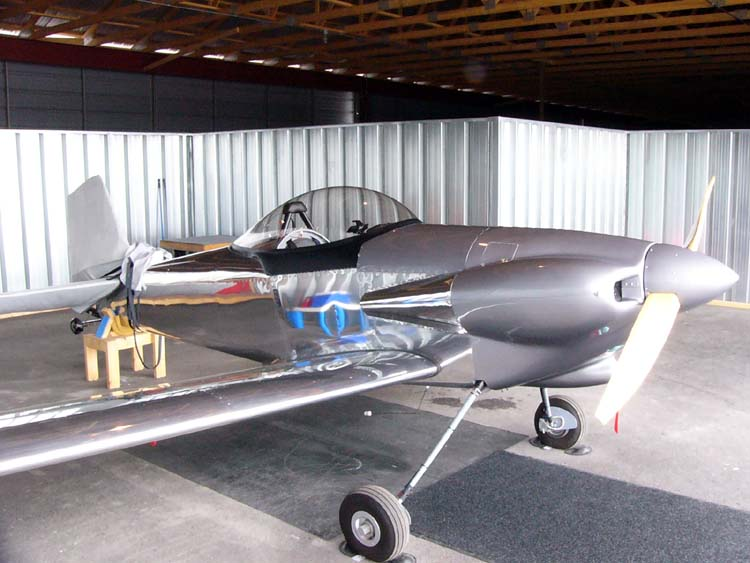
RV-3
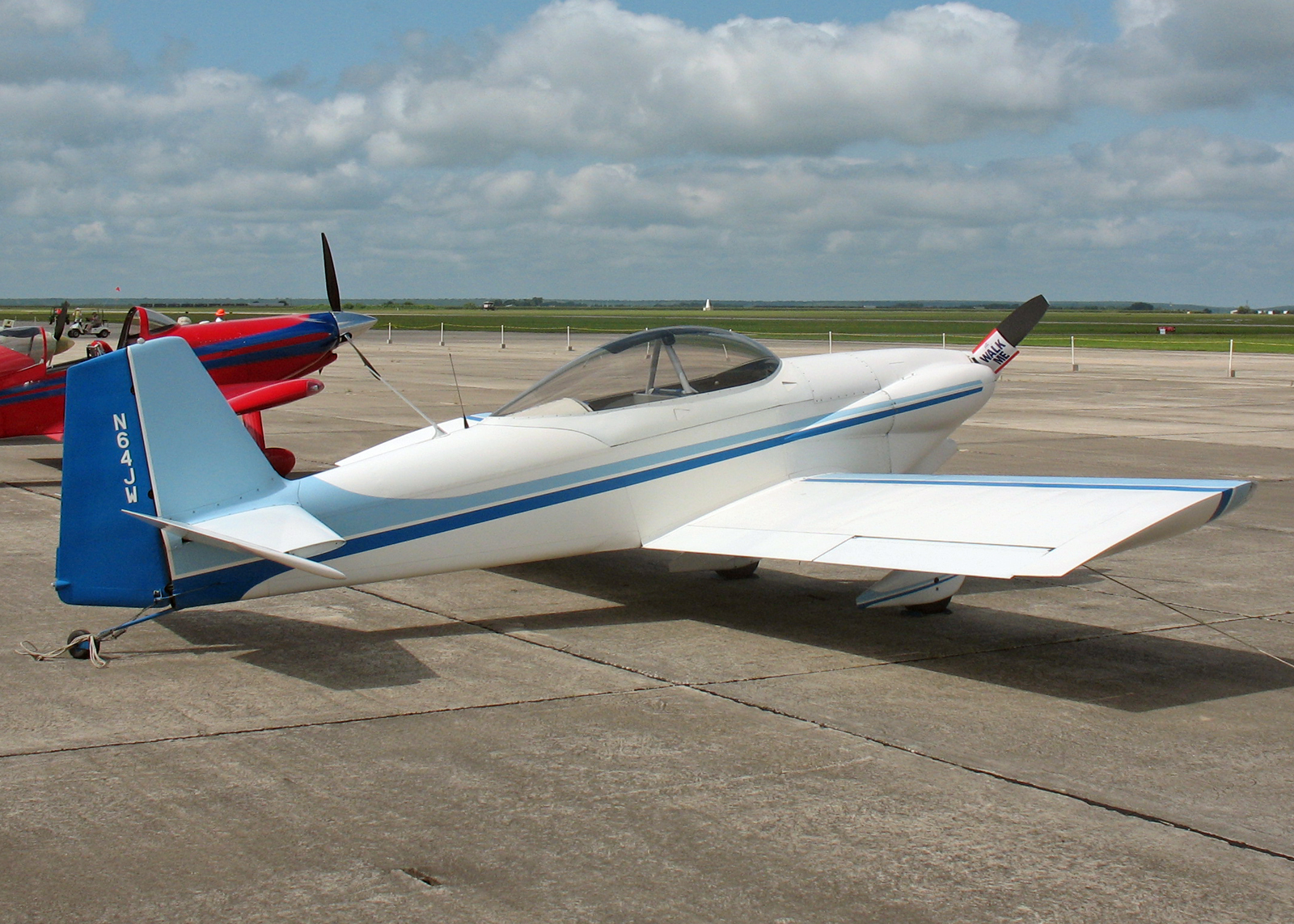
RV-4
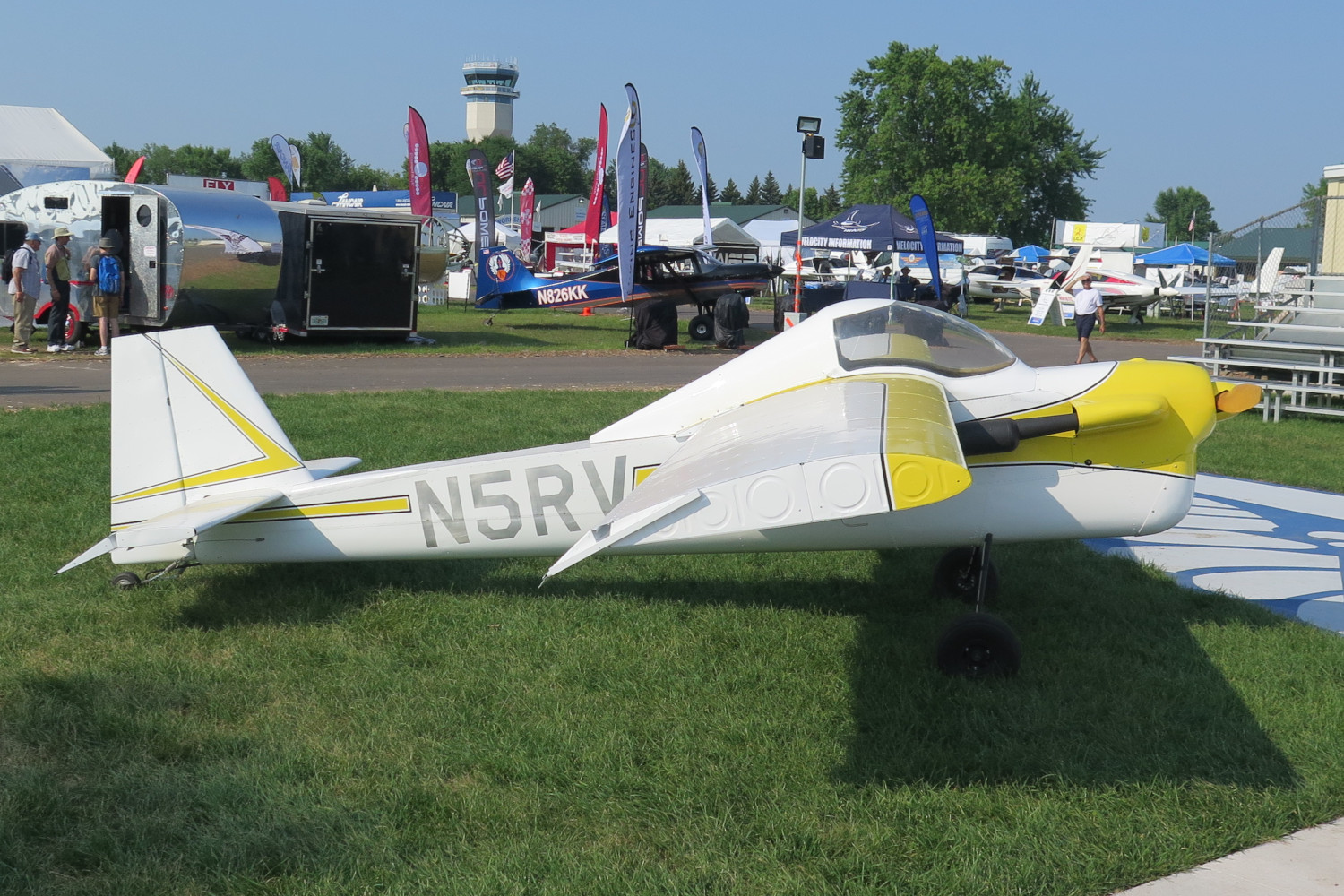
RV-5
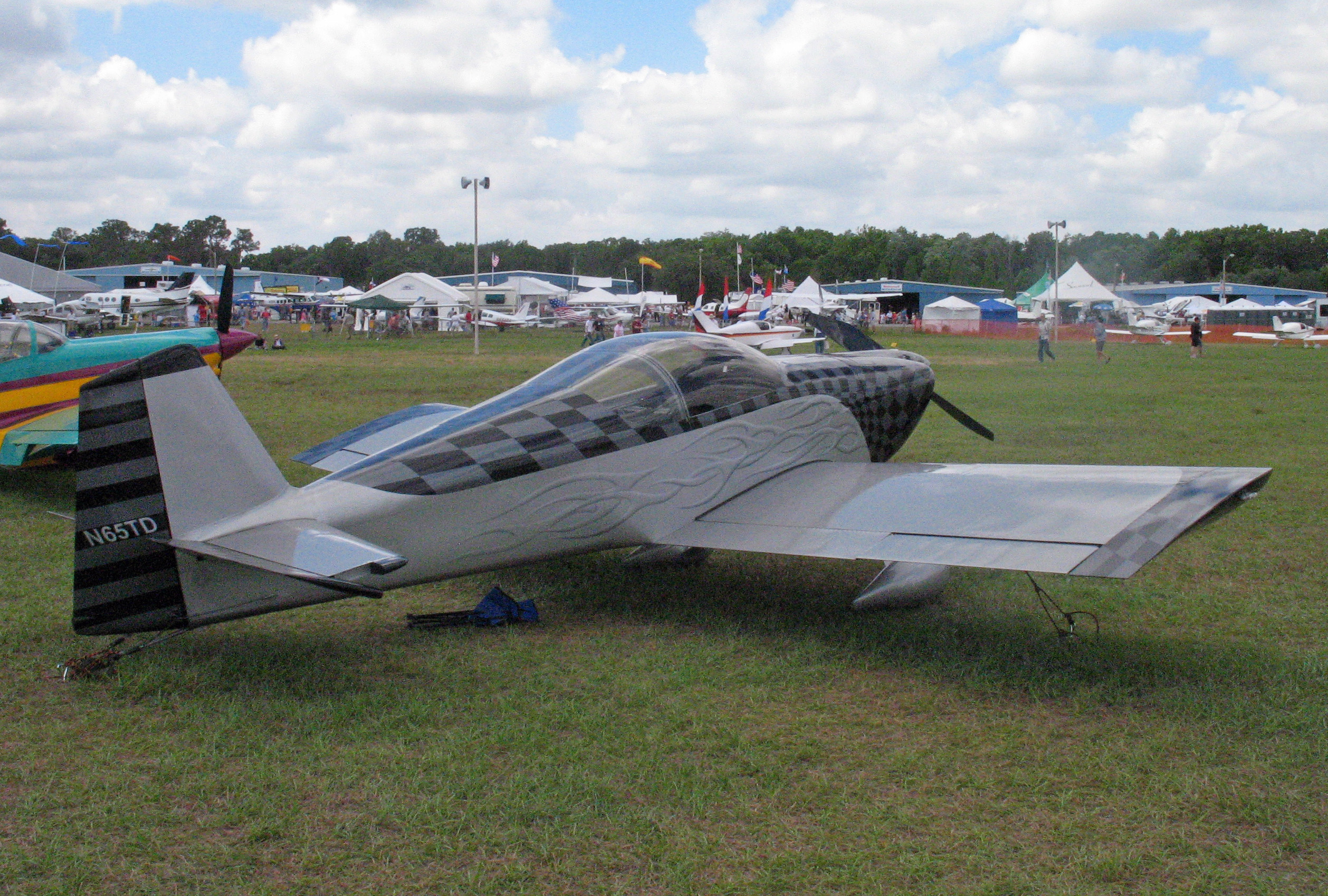
RV-6
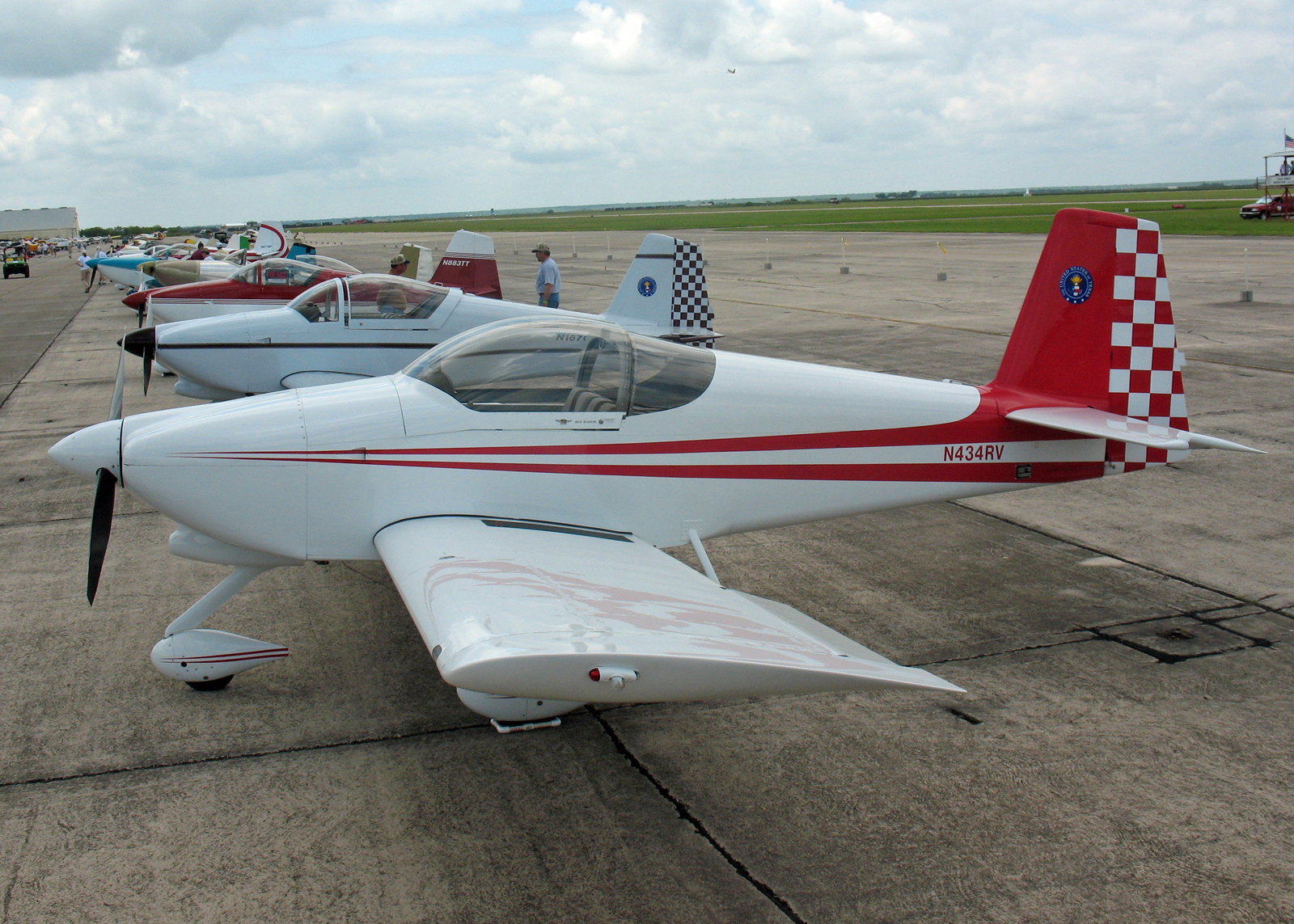
RV-6A
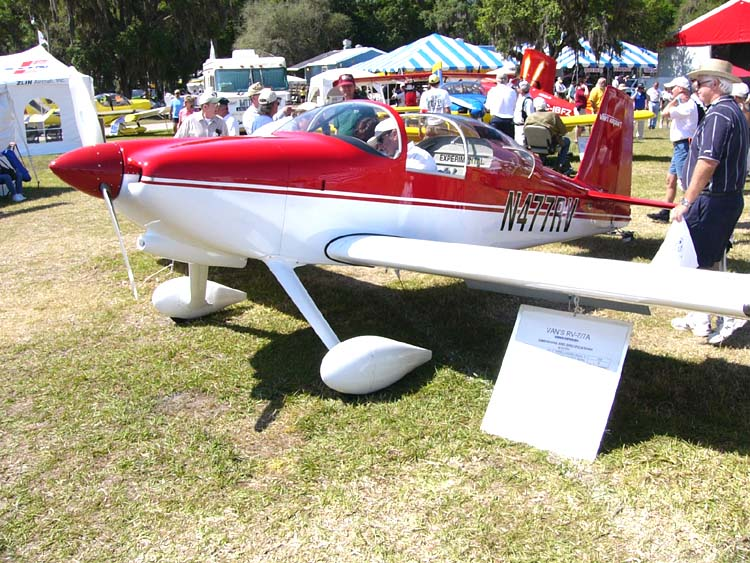
RV-7
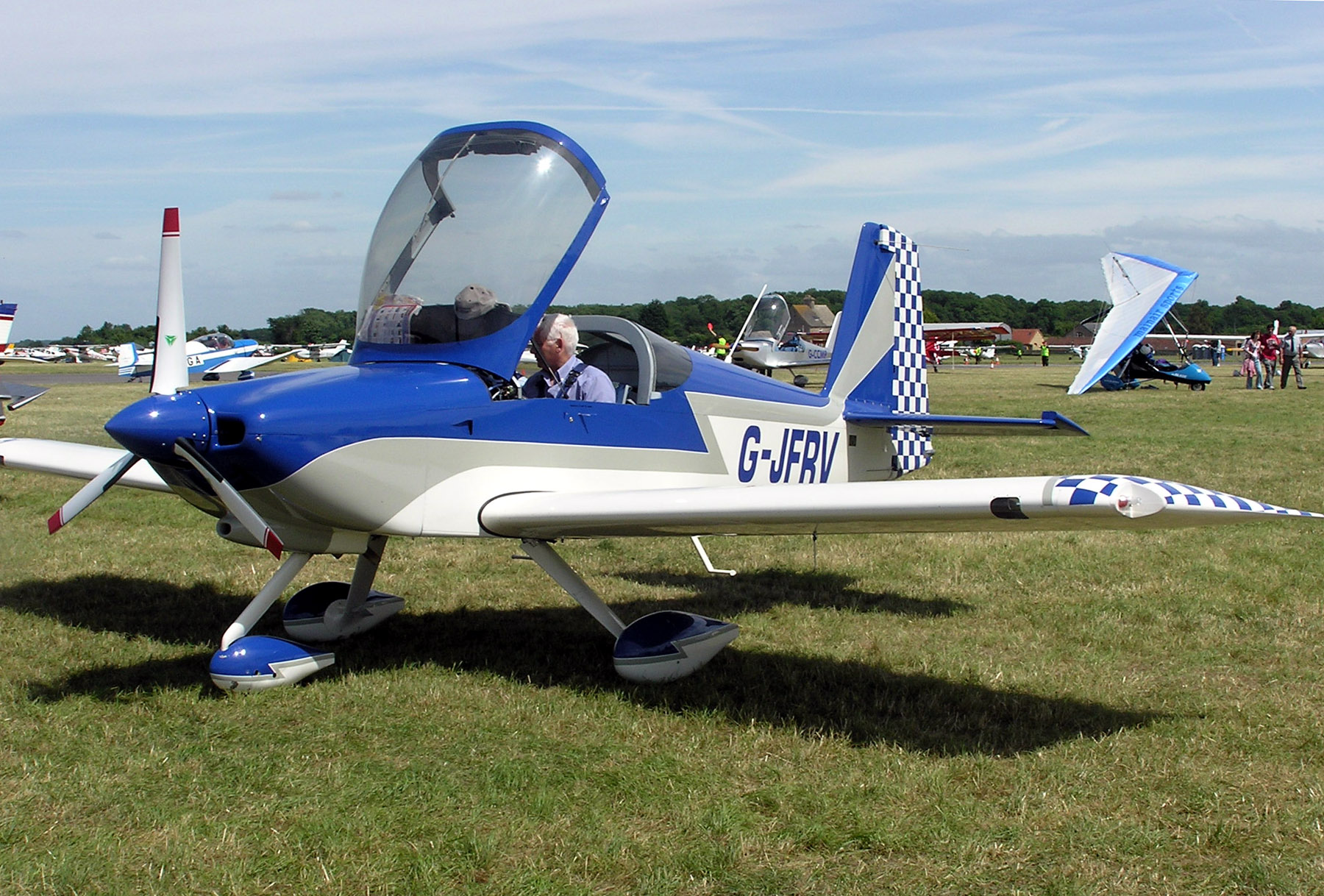
RV-7A
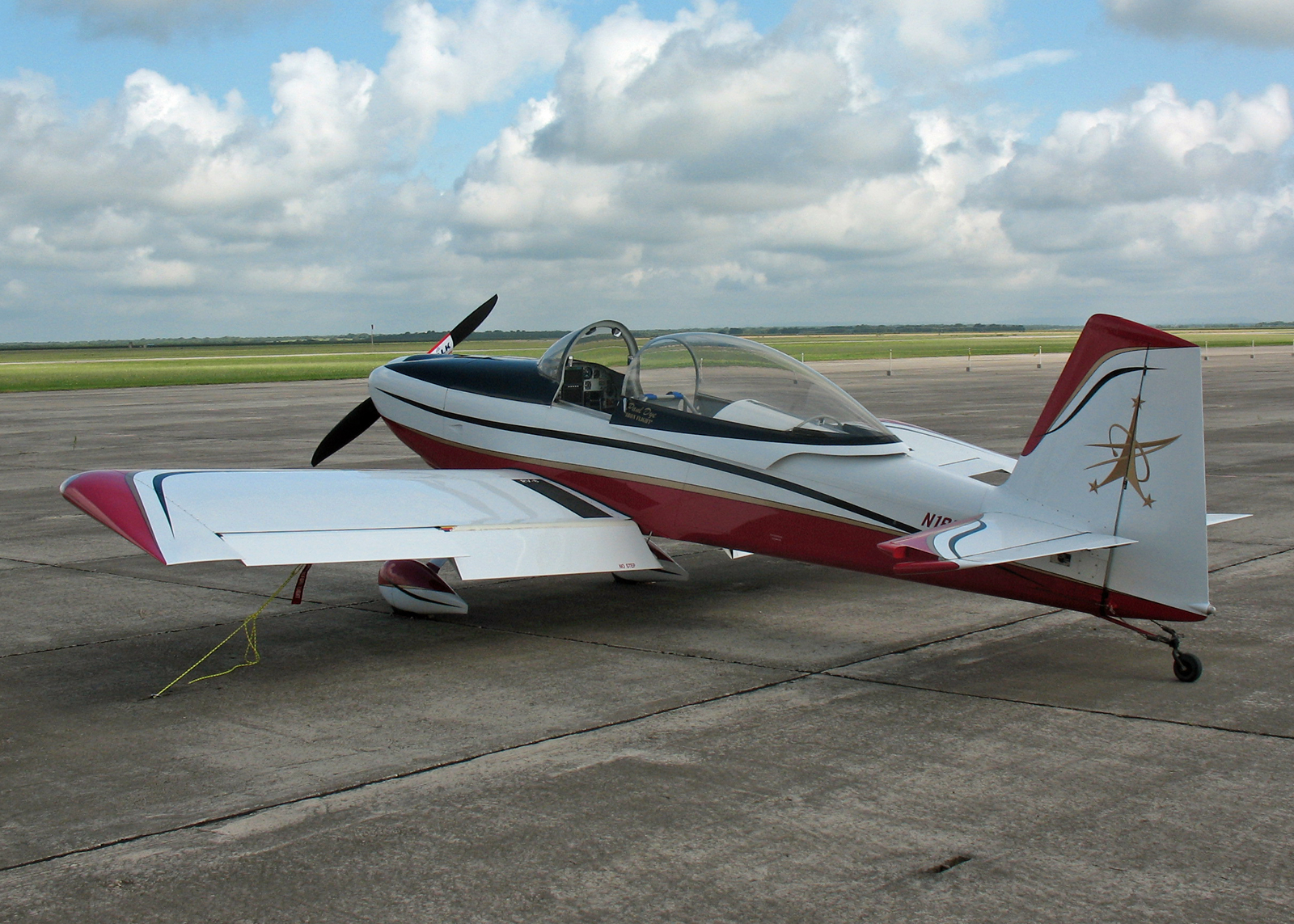
RV-8
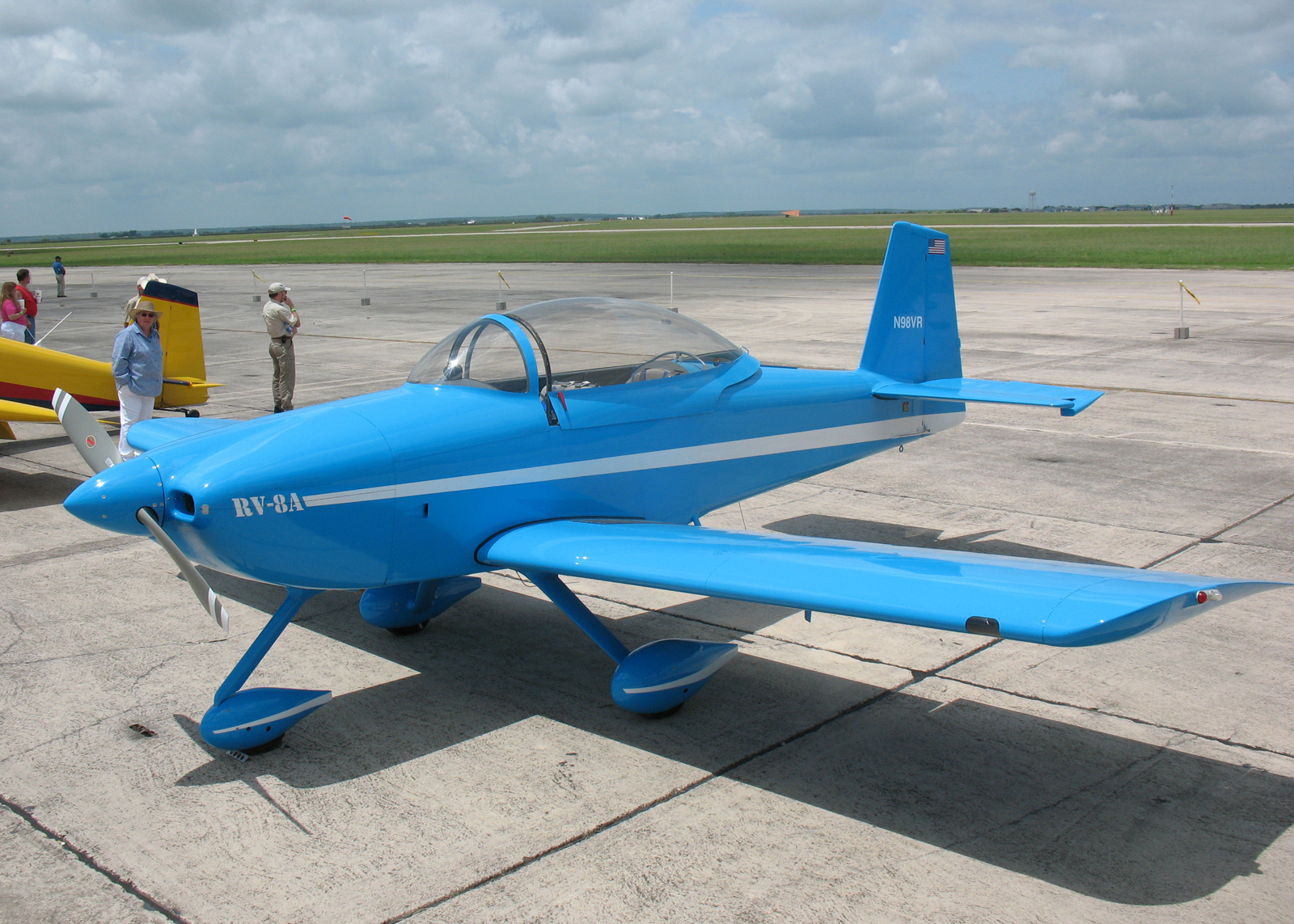
RV-8A
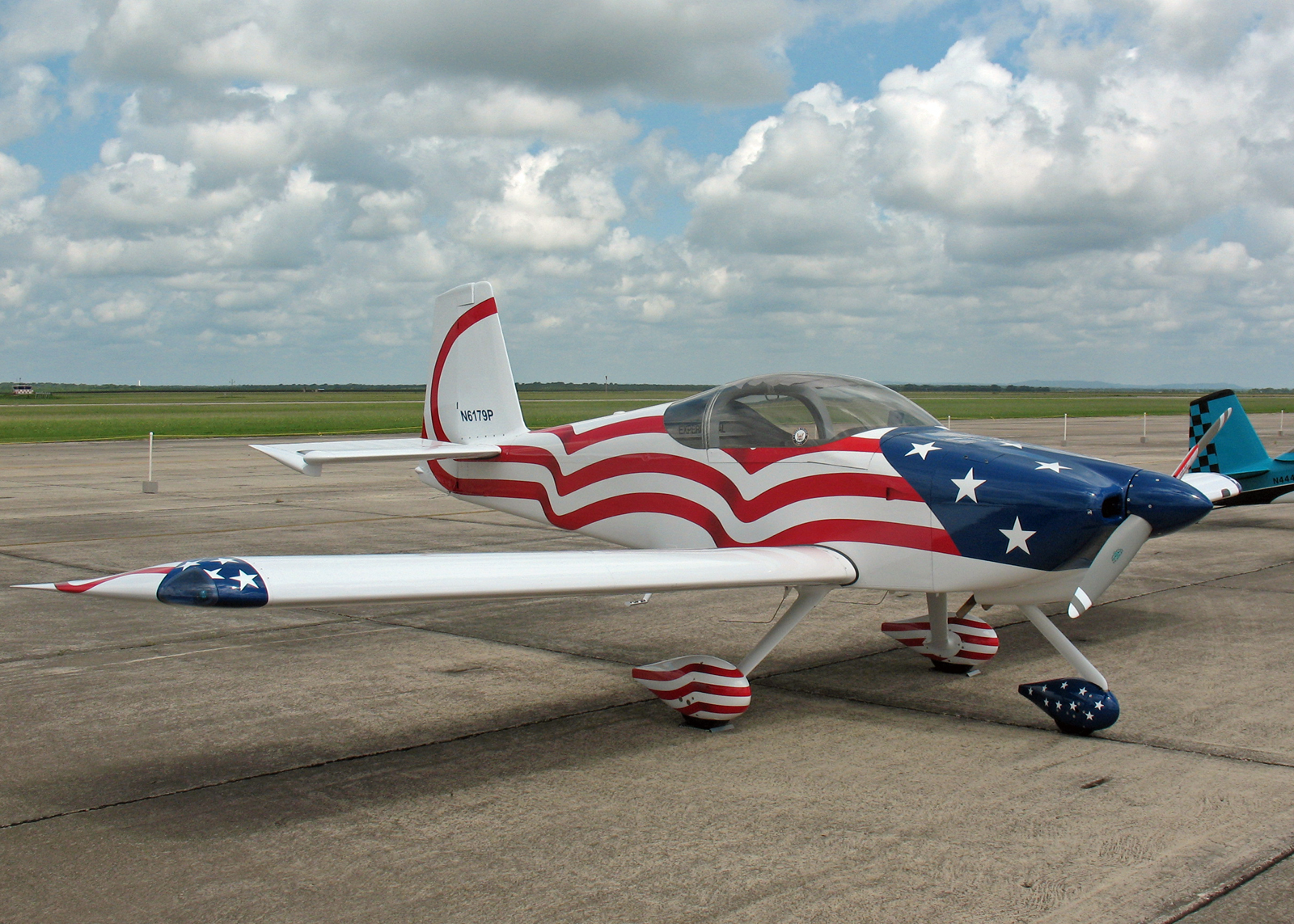
RV-9A
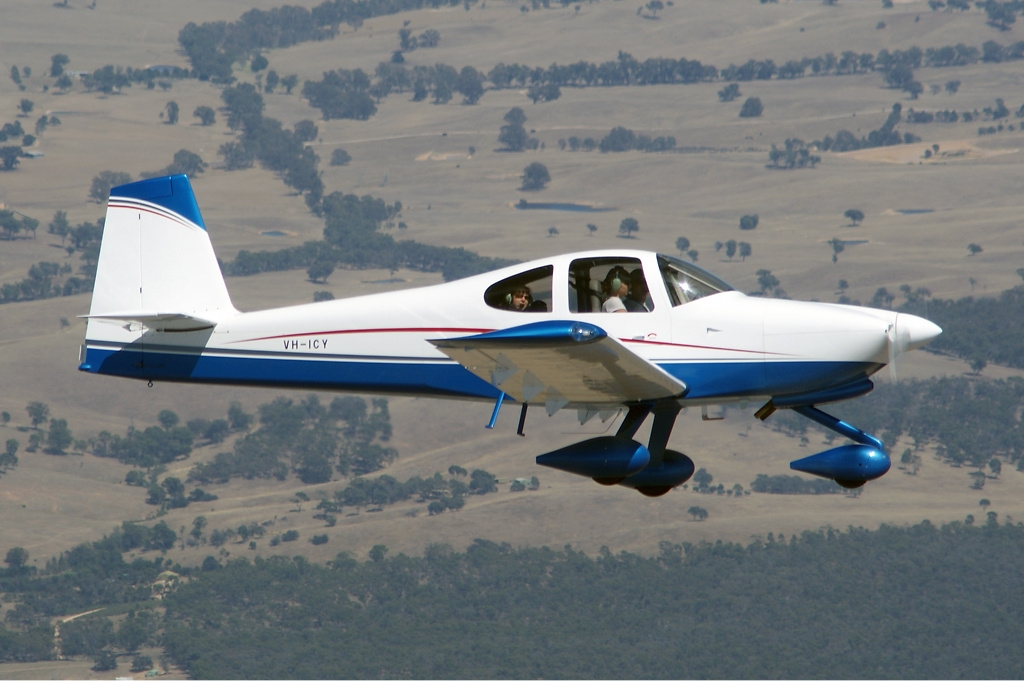
RV-10
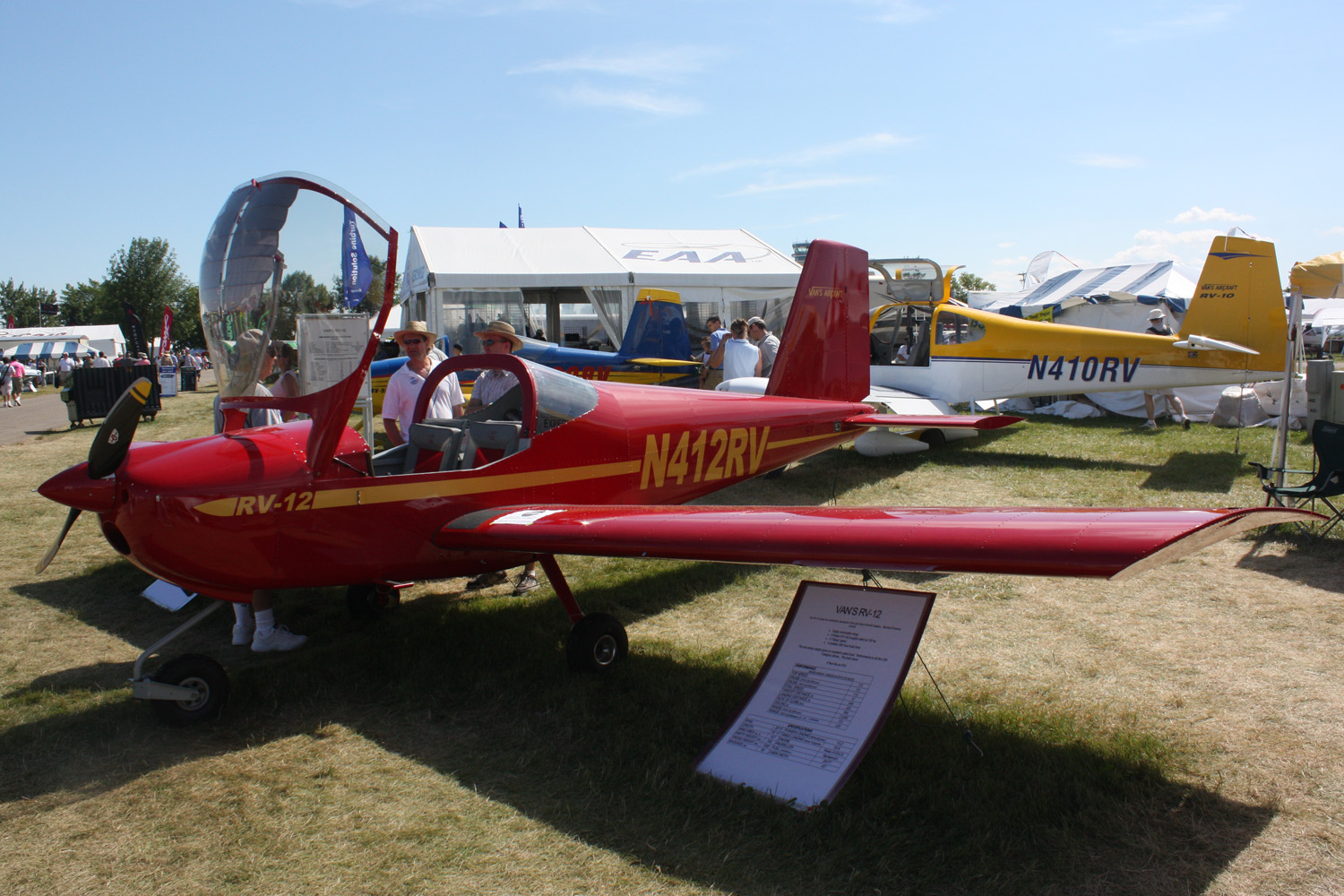
RV-12
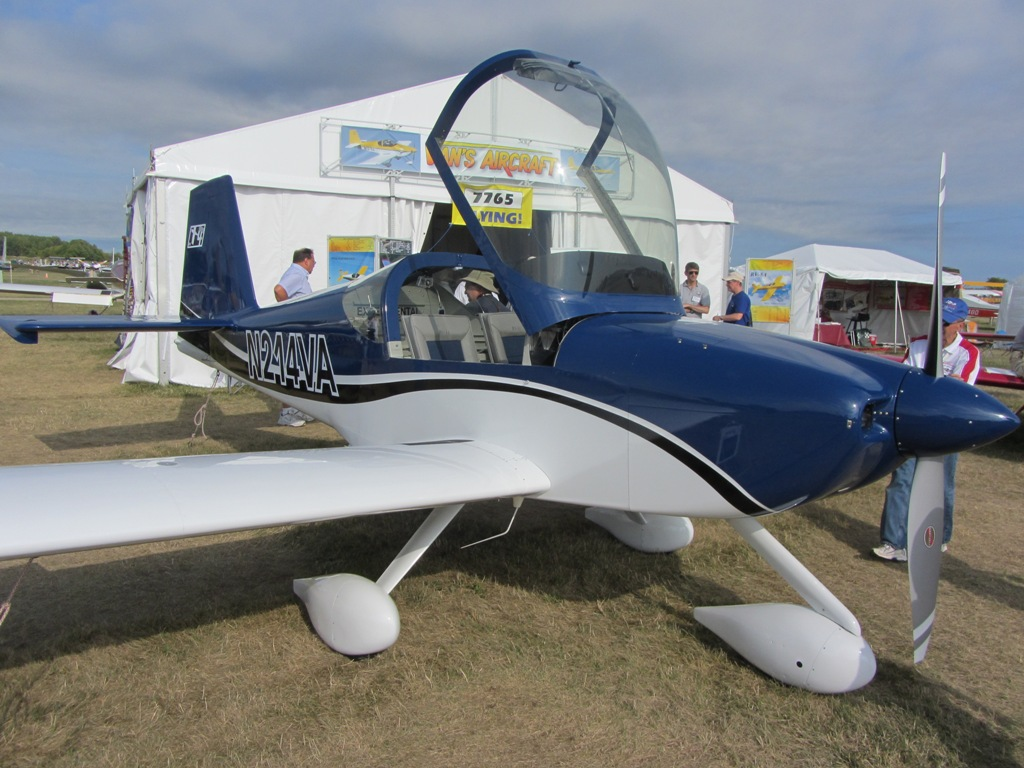
RV-14A

## روابط خارجية
- الموقع الرسمي

قالب:VansAircraft